# Mouvement pour le triomphe des libertés démocratiques
Pour les articles homonymes, voir MTLD.
Le Mouvement pour le triomphe des libertés démocratiques (MTLD) était un parti nationaliste algérien fondé en 1946 à la suite de la dissolution du Parti du peuple algérien (PPA).

## Histoire

### Fondation en 1946
En octobre 1946, Messali Hadj, autorisé à rejoindre l’Algérie (il avait été arrêté en 1937) s’installe à Bouzareah, près d’Alger, où une conférence décide de la constitution du Mouvement pour le triomphe des libertés démocratiques (MTLD) en vue des élections législatives du 10 novembre 1946.
Le nom avait été proposé par Salah Maïza, caïd démissionnaire en 1946. Le Comité central était composé de trente membres dont son président élu Messali Hadj.

### Elections en 1948
Lors des élections de l'Assemblée algérienne de 1948, sur les soixante sièges, le MTLD en remporte neuf et l'UDMA de Ferhat Abbas huit, en dépit de toutes les difficultés mises sur leur chemin.
Ces élections ont fait l'objet de polémique et sont accusées de fraudes électorales, surtout parce que les partis MTLD de Messali Hadj et UDMA de Ferhat Abbas avaient gagnés les élections municipales de 1947, . Yves Chataigneau, le gouverneur général de septembre 1944 à février 1948, refusait de faire intervenir l'administration dans les opérations électorales, mais son successeur, Marcel-Edmond Naegelen, a accepte le trucage des élections en 1948 et 1951. Le trucage des élections se répète en 1954.
En Métropole, le soutien au MTLD va se mettre peu à peu en place à la suite des rapports constatant que ces élections ont été manipulées. Cet engagement n'est cependant pas immédiat et les causes soutenues par des cercles anticolonialistes d'abord confidentiels sont « soumises au soutien par éclipse du PCF » qui n'apparait vraiment qu'à partir de 1951 via des avocats.
Survint en 1949 la première crise, dite « berbériste », lorsque l'organisation se divisa sur la définition identitaire à donner à l'Algérie. Belkacem Radjef, le capitaine Saïdi Sadok et Chawki Mostefaï furent chargés de reprendre la situation en main.

### La série de procès en 1951-1952

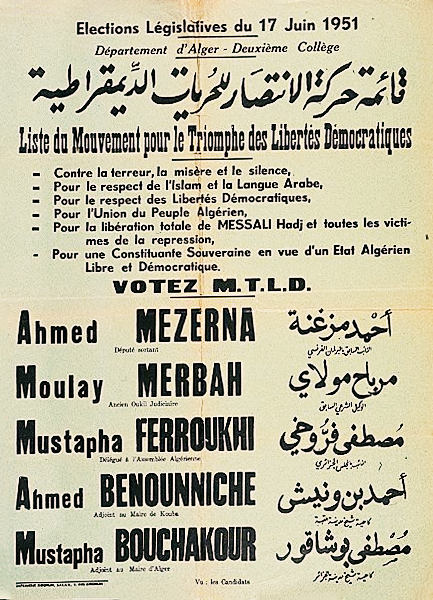
Élections législatives du 17 juin 1951 dans le département d'Alger, deuxième collège : la liste présentée était celle du Mouvement pour le Triomphe des Libertés Démocratiques.

Une série de procès ont lieu, en huis clos, en 1951-1952 contre l'Organisation spéciale (OS) du MTLD, durant lequel environ 80 plaintes pour torture contre des Algériens et arrestations arbitraires sont déposées par les plaignants, toutes classées sans suite,.
Alors que le MTLD, parti légal, obtient une audience croissante, la légitimité du mouvement nationaliste algérien est au cœur des poursuites judiciaires de quatre procès devant des tribunaux correctionnels de janvier 1951 à mars 1952 : celui des 27 de Bougie (janvier 1951), de 47 d'Oran (février 1951), des 121 de Bône (juin 1951) et des 56 de Blida6 (novembre 1951).
Quand débute le 12 février 1951 le procès de 47 militants devant le tribunal correctionnel d'Oran, L'écho d'Oran, y voit le procès de « 47 agitateurs » du MTLD, présentés comme un "gang", une bande au sens pénal du mot. Le « grand procès » de Blida débuté le 22 novembre 1951 s'est lui tenu à huis clos car comparait, parmi 55 autres militants, en particulier de l'Algérois, le chef national Ahmed Ben Bella. Albert Camus, cité comme témoin par la défense, écrit une lettre au tribunal requérant la « clémence » de la justice au nom des soupçons de torture mais ne propose qu'un « témoignage de principe », préférant ne pas se prononcer sur le fond de l'affaire  mais Claude Bourdet écrit alors un article dans France-Observateur le 6 décembre 1951, titré « Y a-t-il une Gestapo algérienne? ».
Les six avocats du barreau de Paris qui défendent les 56 accusés du procès de Blida le font aussi publiquement, en soulignant la mission politique et la cause qu'ils défendent, en particulier via une interview accordée au journal du MTLD, L'Algérie libre et en appellent à « des millions d'honnêtes gens de France qui n'acceptent pas la répression exercée contre les peuples qui luttent pour la liberté et pour la paix » ainsi qu'à « l'appui du peuple algérien et des travailleurs français » dans l'espoir « que les rapports entre Français et Algériens seront ceux de deux peuples amis ».
De retour en métropole, ils font jouer les réseaux intellectuels et médiatiques de la Résistance, via des prises de parole dans des meetings sur « La répression en Afrique du Nord » organisés conjointement par le MTLD et le Secours populaire français. L'avocat Henri Douzon mobilise la presse communiste, d'autres la « nouvelle gauche » et ses plumes comme Jean-Marie Domenach de la revue Esprit ou encore Jean Rous du quotidien Franc-tireur.

### La répression d'Orléansville du 14 mai 1952
Après la répression d'Orléansville du 14 mai 1952, où les forces de l'ordre tirèrent sur la foule, réunie pour un discours de Messali Hadj, faisant deux morts et des centaines de blessés, Hadj fut kidnappé et déporté en France et placé en résidence forcée. Le MTLD manifesta alors, en France, contre la répression du 14 mai et la déportation de Hadj; la police réagit violemment à Montbéliard, au Havre et à Charleville, faisant trois morts et des centaines de blessés. Le 14 juillet 1953, alors que travailleurs algériens défilent à Paris aux côtés de la Confédération générale du travail (CGT), la police attaque le cortège : sept manifestants sont tués et quarante-huit autres blessés par balles.
Après le Congrès de 1953, un conflit opposa Messali Hadj à la Direction du Parti. D'après Benjamin Stora, Messali Hadj reprochait aux membres du comité central (ou « centralistes ») de s'être « embourgeoisés » en adoptant une posture réformiste, notamment en devenant membres de conseils municipaux des grandes villes du pays (tel le secrétaire général du MTLD Hocine Lahouel, devenu premier adjoint au maire d'Alger Jacques Chevallier en 1948). Selon Mohammed Harbi, les centralistes sont responsables de la création du CRUA, en envoyant Lahouel rencontrer Mohamed Boudiaf et Didouche Mourad en France, en décembre 1953,. En dépit des efforts des « neutralistes » dont Amir, Benhabilès, Boulahrouf, Mahsas et Radjef et leur « Appel à la Raison », la scission entre centralistes et messalistes devint définitive à la suite du Congrès Extraordinaire d'Alger du 13-16 août 1954 présidé par Radjef.

### Le séisme de 1954
Le MTLD s'est mobilisé pour dénoncer les discriminations dans l'aide publique française aux victimes du séisme qui dans la nuit du 9 septembre 1954 détruit ainsi les deux tiers d'Orléansville, causant 1 500 morts, plus de 1 200 blessés retrouvés sous les ruines de leurs maisons et 60 000 sans-abris suivie de pluies diluviennes qui s'ajoutent au séisme pour constituer la catastrophe d'Orléansville.

### La dissolution du 5 novembre 1954
Les centralistes et les neutralistes rejoignirent le Front de libération nationale peu après le déclenchement de la guerre d'indépendance algérienne le 1er novembre 1954.
Le 5 novembre 1954, le MTLD est officiellement dissous, par décret pris en application de la loi du 10 janvier 1936, laquelle avait servi de base légale à la dissolution en 1937 du précédent parti de Messali Hadj, l'Étoile nord-africaine. Abandonné, Messali Hadj forma son propre parti, le Mouvement national algérien (MNA) contre lequel le FLN mena une lutte meurtrière. Après quelques années, le MNA disparut complètement et Messali Hadj finit sa vie en France.

## Liste du Comité Central fondateur, 1948
- Ahmed Belalia
- Sid-Ali Abdelhamid
- Hocine Aït Ahmed
- Saïd Amrani
- Mohamed Assami
- Ahmed Ben Bella
- Benyoucef Benkhedda
- Mohamed Belouizdad
- M'hammed Ben M'hel
- Ouali Bennaï
- Ahmed Bouda
- Amar Boudjrida
- Messaoud Boukadoum
- Hamou Boutlélis
- Hadj-Mohammed Cherchalli
- Mohammed-Lamine Debbaghine
- Mohamed Dekhili
- Jamel Derdour
- Abdellah Fillali
- Mohamed Khider
- Hocine Lahouel
- Ahmed Mahsas
- Mohamed Memchoui
- Ahmed Messali Hadj
- Ahmed Mezerna
- Chawki Mostefaï
- Amar Ould Hamouda
- Omar Oussedik
- Belkacem Radjef
- Houari Souyah
- Abdelmalek Temmam

## Autres membres célèbres
- Bélaïd Abdesselam
- Abdelmalek Benhabylès
- Larbi Demaghlatrous
- Mohammed-Salah Louanchi
- Mohammed EL KEBIR
- Abdelhamid Mehri
- M'hamed Yazid
- Larbi Ben M'hidi
- Mohammed Harbi
- Abbassi Madani
- Mohamed Boudiaf
- Mourad Didouche
- Mostefa Ben Boulaïd
- Brahim Hachani
- Krim Belkacem
- Mahmoud Bouzouzou
- Rabah Bitat
- Ali Kafi
- Ahmed Hadanou
- Omar Boudaoud
- Saad Dahlab
- Safi Boudissa
- Sadek Hadjerès
- Mohamed Taleb
- Tahar Zbiri
- Bachir Boumaza
- Youcef Zighoud
- Mouloud Kacem Naît Belkacem
- Belhadj Bouchaib dit Si Ahmed
- Sahli mohand cherif

## Hymne
Fidaou El Djazair, Moufdi Zakaria